# La Chapelle-Achard
La Chapelle-Achard è un comune francese di 1 734 abitanti situato nel dipartimento della Vandea nella regione dei Paesi della Loira.

## Società

### Evoluzione demografica
Abitanti censiti